# Giovanni Ivan Scratuglia
Giovanni Ivan Scratuglia (* um 1940) war ein italienischer Schauspieler.
Scratuglia wurde als ausgebildeter Schauspieler des Centro Sperimentale di Cinematografia in seiner nur etwa sieben Jahre währenden Kinokarriere von 1964 bis 1970 in nahezu 120 Filmen in Vor- und Nachspann gelistet; mehrfach ohne tatsächlich zu erscheinen (also um die für die Produzenten gesetzlich geforderten Bestimmungen zu erfüllen). Gelegentlich erhielt der schlanke, jugendlich wirkende Darsteller aber auch größere Rollen in Genrefilmen, unter denen sich zahlreiche Italowestern befinden. Die Stabangaben führen seinen Namen unter etlichen Varianten, auch unter der anglisierten Ivan Scratt.

## Filmografie (Auswahl)
- 1962: Ein sonderbarer Heiliger (The Reluctant Saint)
- 1965: Jetzt sprechen die Pistolen (¿Por qué seguir matando?)
- 1965: Oklahoma John – Der Sheriff von Rio Rojo (Oklahoma John)
- 1965: Der steinerne Wald (Il tesoro della foresta pietrificata)
- 1966: Django
- 1966: Django, der Rächer (Texas addio)
- 1966: I due figli di Ringo
- 1966: El Cisco
- 1966: El Rocho – der Töter (El Rojo)
- 1966: Für eine Handvoll Blei (Uccidi o muori)
- 1966: Mögen sie in Frieden ruh’n (Requiescant)
- 1966: Schneller als 1000 Colts (Thompson 1880)
- 1966: Töte, Ringo, töte (Uno sceriffo tutto d'oro)
- 1966: Die Trampler (Gli uomini dal passo pesante)
- 1966: Vajas con Dios, Gringo
- 1967: Il bello, il brutto, il cretino
- 1967: Django – Dein Henker wartet (Non aspettare Django, spara)
- 1967: Django – Kreuze im blutigen Sand (Cjamango)
- 1967: Ein Dollar zwischen den Zähnen (Un dollaro tra i denti)
- 1967: Du stirbst um sechs in Tetuan (La lunga sfida)
- 1967: Edipo Re – Bett der Gewalt (Edipo Re)
- 1967: Fünf gegen Casablanca (Attentato ai tre grandi)
- 1967: Giarrettiera Colt
- 1967: Das Gold von Sam Cooper (Ognuno per sé)
- 1967: Die Grausamen (I crudeli)
- 1967: Ich komme vom Ende der Welt (L'avventuriero)
- 1967: Der lange Tag der Rache (I lunghi giorni della vendetta)
- 1967: Lola Colt… sie spuckt dem Teufel ins Gesicht (Lola Colt (Faccia a faccia con El Diablo))
- 1967: Mehr tot als lebendig (Un minuto per pregare, un istante per morire)
- 1967: Mit Django kam der Tod (L’uomo, l’orgoglio, la vendetta)
- 1967: Pronto, Amigo (Ein Colt in der Hand des Teufels) (Una colt in pugno al diavolo)
- 1967: Rocco – der Einzelgänger von Alamo (Ballata per un pistolero)
- 1967: Die schmutzigen Dreizehn (Quindici forche per un assassino)
- 1967: Seine Winchester pfeift das Lied vom Tod (I lunghi giorni dell'odio)
- 1967: Der Sohn des Django (Il figlio di Django)
- 1967: Stinkende Dollar (Le due facce del dollaro)
- 1967: Von Angesicht zu Angesicht (Faccia a faccia)
- 1967: Wanted (Wanted)
- 1967: Zeit der Geier (Il tempo degli avvoltoi)
- 1968: Die Abenteuer des Kardinal Braun (Operazione San Pietro)
- 1968: Amigos (…E per tetto un cielo di stelle)
- 1968: Auf die Knie, Django (Black Jack)
- 1968: Die Banditen von Mailand (Banditi a Milano)
- 1968: Bekreuzige Dich, Fremder (Straniero… fatti il segno della Croce!)
- 1968: Bleigericht (Dio li crea… io li ammazzo!)
- 1968: Bora Bora
- 1968: Ein Colt für hundert Särge (Una pistola per cento bari)
- 1968: Copper Face (Tutto per tutto)
- 1968: Django – den Colt an der Kehle (Chiedi perdono a Dio… non a me)
- 1968: Django – Die Bibel ist kein Kartenspiel (Execution)
- 1968: Django spricht kein Vaterunser (Quel caldo maledetto giorno di fuoco)
- 1968: Django und die Bande der Gehenkten (Preparati la bara!)
- 1968: Django, wo steht Dein Sarg? (T’ammazzo!… Raccomandati a Dio)
- 1968: Ed ora… raccomanda l’anima a Dio!
- 1968: Einladung zum Totentanz (…E venne il tempo di uccidere)
- 1968: Fünf blutige Stricke (Joko, invoca Dio… e muori)
- 1968: Gangster sterben zweimal (Gangsters ’70)
- 1968: Hasse deinen Nächsten (Odia il prossimo tuo)
- 1968: Himmelfahrtskommando El Alamein (Commandos)
- 1968: Ich bin ein entflohener Kettensträfling (Vivo per la tua morte)
- 1968: Lucrezia Borgia – Die Tochter des Papstes (Lucrezia)
- 1968: Mein Leben für die Rache (Sapevano solo uccidere)
- 1968: Mein Leben hängt an einem Dollar (Dai nemici mi guardo io!)
- 1968: Mit Pistolen fängt man keine Männer (La ragazza con la pistola)
- 1968: Pilluks nimmt Maß (Giurò… e li uccise ad uno ad uno (Piluk il timido))
- 1968: Rache für Rache (Vendetta per vendetta)
- 1968: Schweinehunde beten nicht (I vigliacchi non pregano)
- 1968: Tre croci per non morire
- 1969: Teorema
- 1970: Giunse Ringo e… fu tempo di massacro